# Centrum Górskie Korona Ziemi w Zawoi
Centrum Górskie Korona Ziemi w Zawoi – placówka muzealno-naukowa z siedzibą w Zawoi. Centrum jest wspólnym przedsięwzięciem gminy Zawoja oraz słowackiej firmy Tatry Mountain Resorts. Siedziba muzeum znajduje się w Zawoi (osiedle Morgi).
Właścicielem Centrum jest polsko-słowacka spółka Korona Ziemi Sp. z o.o., powstała w 2012 roku. Celem placówki jest prezentacja zagadnień z dziedziny geografii, geologii, etnografii oraz historii turystyki i himalaizmu. Realizacja tych zadań ma się odbywać poprzez działalność wystawienniczą, badawczą oraz edukacyjną.

Nad pracą Centrum ma czuwać Rada Naukowa, której honorowym przewodniczącym został polski himalaista, Krzysztof Wielicki. Przy placówce powołano również Centralne Archiwum Górskie, którego pracami kierował szermierz i alpinista, Janusz Kurczab oraz Fundację Narodowe Centrum Górskie.
Prace budowlane siedziby centrum rozpoczęto latem 2014 roku. Już od 28 grudnia 2014 roku, w ramach Dni Testowych Centrum, zwiedzającym udostępniono wystawę, w ramach której eksponowane są: makiety najwyższych szczytów Ziemi, sprzęt wspinaczkowy oraz materiały poświęcone ludziom gór różnych epok. Natomiast oficjalne otwarcie placówki miało miejsce 15 lutego 2015 roku, w 35. rocznicę zimowego wejścia na Mount Everest, dokonanego przez Krzysztofa Wielickiego i Leszka Cichego.
Ekspozycja Centrum Górskiego Korona Ziemi od 30 listopada 2016 dostępna jest w parku tematycznym Legednia Śląskie Wesołe Miasteczko w Chorzowie dokąd ją przeniesiono z Zawoi.